# Érkenéz
Érkenéz (Voivozi) település Romániában, Bihar megyében.

## Fekvése
-Bihar megyében, az Érmelléken, Érmihályfalvától délre, Érsemjén és Érselénd közt fekvő település.

## Története
Egyike a hat ismert falunak, amelyeket a Turul nemzetség alapított (Pusztaapáti, Györgyegyháza, Érkenéz, Érmihályfalva, Értarcsa és Tótfalu).
Érkenéz nevét az oklevelek 1279-ben említették először Kenez néven, mint  Serefil comes birtokát. A birtok Serefel (Turul) kizárólagos birtoka volt, a család többi tagjának ahhoz joga nem volt.
Neve a későbbiekben Kenes, Kines-,és Kinis  alakokban fordult elő.
A falu a későbbiekben gyakran gazdát cserélt. 
1338-ban a Csanád nemzetség birtokaként említették az oklevelek. 
1409-ben a Csáky család volt földesura.
1420 körül már három birtokosa is volt: a Domahidy, Fugyi és a Nyüvedi családok birtoka volt.
Az 1800-as évek elején Szlávyak birtoka volt. 
Az 1900-as évek elején Szilágyi József örököseit írták Érkenéz birtokosának.
A 20. század elején Érkenéznek 852, nagyrészt oláh lakosa volt. A házak száma ekkor 134 volt.
Érkenéz a trianoni békeszerződés előtt Bihar vármegye Érmihályfalvi járásához tartozott.

## Nevezetességek
- Görögkatolikus temploma a 18. század elején épült.